# Туряница, Михаил Ильич
Михаи́л Ильи́ч Туряни́ца (4 октября 1912—8 декабря 2001) — журналист, видный деятель карпато-русского движения.

## Биография
Родился в крестьянской семье в закарпатском городке Свалява, принадлежавшем тогда Австро-Венгрии. С 1934 года работал учителем сначала в закарпатских сельских школах, затем в Праге. После прихода к власти в 1948 году в Чехословакии коммунистов эмигрировал в Южную Америку, затем в США.
После Второй мировой войны выступил в числе инициаторов создания Карпато-русского общества, члены которого протестовали против украинизации подкарпатских русинов. С января 1959 до начала 1989 года он был главным редактором русского журнала «Свободное слово Карпатской Руси» (позднее «Свободное слово Руси», «Свободное слово»). Туряница занимал пост главного редактора до 1989 года, когда его на этом посту сменил уроженец Белоруссии Олесь Россич.
Выступал против «расчленителей Руси всех мастей», в том числе против украинских националистов. Он резко поднял планку борьбы карпато-руссов и русских в США против украинского сепаратизма в 1960—1980 гг. Ранее, проживая в начале 1950-х в Аргентине, М. И. Туряница подробно осветил проблему украинского сепаратизма в статьях, которые он опубликовал в газете Ивана Солоневича — белорусского эмигранта и пламенного патриота России, стоявшего на позициях западнорусизма.
В 1970-х в США два писателя-историка, близко знакомые с М. И. Туряницей,, опубликовали свои книги по истории украинского сепаратизма — Николай Ульянов («Происхождение украинского сепаратизма» и Андрей Дикий (Занкевич) («Неизвращённая история Украины-Руси»). Сам М. И. Туряница занимался распространением их книг, и регулярно печатал в своем журнале статьи этих авторов.
Всю свою жизнь М. И. Туряница посвятил сохранению и приумножению карпато-русского культурного и интеллектуального наследия. Его идеологическое кредо предельно чётко выражено им самим:
«Почему это великорусы — русские, а малорусы и белорусы — не русские? Неужели в Малой, Белой, Галицкой и Карпатской (Угорской) Руси жили не русские?..Существует только один русский народ: от Попрада [город в Словакии, недалеко от украинской границы] до Владивостока».
М. И. Турянице принадлежит множество мудрых высказываний-формулировок.
Например:
«Новый мировой порядок — это хитрость, это когда сильный идет и давит слабого»;
а также:
«Не может быть никаких украинских и белорусских республик, ибо Украина и Белая Русь — это такие же русские земли, как и Великая Русь».
Русское Зарубежье знало Михаила Ильича прежде всего как издателя исторической и философско-публицистической литературы Русского духа, а также редактора журнала «Свободное слово Карпатской Руси», в 1979 году переименованном в «Свободное слово Руси». Журнал имел подписчиков в 38 странах мира. Отдельные номера попадали и за «колючку» соцлагеря.
В 1989 году МИТ сложил с себя полномочия гл. Редактора; в 1993 году журнал прекратил свое существование.
В 1990-е годы Михаил Туряница продолжал вести активную творческую и политическую жизнь, вёл обширную переписку с деятелями из ряда стран (Россия, Украина, Чехия), рецензировал программы новых политических партий в этих странах. Туряница рассылал людям и в редакции свои «обращения», а также копии статей из своего журнала, как и сами комплекты журнала. Являлся организатором «круглых столов» (по геополитике, истории, социологии, религии и т. д.), а также делал «радио-выпуски» журнала. Под его редакцией Туряницы и с его помощью в 2000 в Санкт-Петербурге был издан литературно-публицистический сборник «Украина — это Русь», составленный из собранных им материалов.